# Armin Sowa
Armin Sowa (* 2. August 1959 in Waake) ist ein ehemaliger deutscher Basketballspieler.
Der 2,09 m große Sowa, der auf der Position des Center spielte, wurde mit dem ASC Göttingen zweimal deutscher Meister und kam in der Nationalmannschaft, u. a. als Kapitän, auf über 100 Einsätze. Darüber hinaus nahm er auch am olympischen Basketballturnier 1984 in Los Angeles sowie der Europameisterschaft 1985 in Deutschland teil, wo er mit der Mannschaft Fünfter wurde. 1985 wechselte er zur BG Steiner-Optik Bayreuth, die in Vorsaison den Bundesliga-Wiederaufstieg geschafft hatte. Nach drei Jahren in Bayreuth schloss er sich 1988 dem Bundesliga-Konkurrenten TTL Bamberg an. In der höchsten deutschen Spielklasse erzielte Sowa im Laufe seiner Karriere insgesamt 2480 Punkte.
Sowa studierte nach dem Abitur an der Georg-August-Universität Göttingen Betriebswirtschaftslehre und lebt heute mit seiner Frau in Hannover, wo er ein Hotel leitet.